# (38069) 1999 GN
1999 GN (asteroide 38069) é um asteroide da cintura principal. Possui uma excentricidade de 0.17648440 e uma inclinação de 6.63619º.
Este asteroide foi descoberto no dia 5 de abril de 1999 por Korado Korlević em Visnjan.